# Hyla heinzsteinitzi
Hyla heinzsteinitzi é uma espécie de anfíbio anuros da família Hylidae. Está presente em Israel. A UICN classificou-a como em perigo crítico.